# 新・週刊フジテレビ批評
『新・週刊フジテレビ批評』（しん・しゅうかんフジテレビひひょう、英字表記:NEW WEEKLY CRITIQUE ON FUJI TELEVISION）は、2009年10月3日から2018年3月31日までフジテレビにて放送されていた自己検証番組・自己批評番組、報道番組。略称は「新フジ批評」など。ハイビジョン制作。

## 概要
前身の『週刊フジテレビ批評』と同じく、自己検証番組・自己批評番組の中では最も放送時間が長い。9月まで放送されていた『めざにゅ〜』と統合された為、本番組では検証・批評に加え、ニュース・スポーツ・天気予報などといった報道番組の要素が加わる事になった。定期番組での自己批評番組としては初の生放送となっていたが、2016年4月2日から完全事前収録に変更。そのためニュースや天気予報が行われなくなった。なお、字幕放送は実施していない。
フジテレビでは不定期で『新・週刊フジテレビ批評』の番組本を発行している。この本は非売品であり、抽選で選ばれた視聴者に番組からのプレゼントとして配布している。
2018年4月7日から、30分枠に縮小し、8年半ぶり（9年ぶり）に再び『週刊フジテレビ批評』に戻った。

## 終了時点の出演者
特記以外フジテレビアナウンサー。
司会
- 渡辺和洋（メイン）
- 山中章子（サブ）[1]

情報キャスター
- 久代萌美

コメンテーター（週替わり1人ずつ）
- 稲増龍夫（法政大学社会学部教授）
- 音好宏（上智大学文学部新聞学科教授）
- 津田大介（ジャーナリスト）[2]
- 江川紹子（ジャーナリスト）
- 松野良一（中央大学総合政策学部教授）
- 藤本由香里（漫画研究家、明治大学国際日本学部准教授）
- 古市憲寿（社会学者）
- 宇野常寛（評論家）
- 速水健朗（編集者・ライター）
- 原田曜平（博報堂・若者研究所）
- 木村隆志（ドラマ解説者）
- 吉田潮（ライター・イラストレーター）
- パックン（パックンマックン）

## 過去の出演者
司会、ニュース・お天気キャスター
| 期間 | 期間      | 司会     | 司会        | ニュース   | お天気      |          |
| --- | --------- | -------- | ----------- | ---------- | ----------- | -------- |
| 2009.10.3                                                                                                  | 2011.3.26 | 奥寺健   | 武田祐子1   | 大島由香里 | 石田紗英子3 |          |
| 2011.4.2                                                                                                   | 2011.6.18 | 奥寺健   | 武田祐子1   | 松村未央   | 石田紗英子3 |          |
| 2011.6.25                                                                                                  | 2012.9.29 | 奥寺健   | 西山喜久恵2 | 松村未央   | 石田紗英子3 |          |
| 2012.10.6                                                                                                  | 2013.3.30 | 奥寺健   | 西山喜久恵2 | 山中章子   | 石田紗英子3 |          |
| 2013.4.6                                                                                                   | 2014.3.22 | 奥寺健   | 西山喜久恵2 | 山中章子   | 山中章子    |          |
| 2014.4.5                                                                                                   | 2017.9.30 | 渡辺和洋 | 西山喜久恵2 | 久代萌美   | 久代萌美    | 久代萌美 |
| 2017.10.7                                                                                                  | 2018.3.31 | 渡辺和洋 | 山中章子    | 久代萌美   | 久代萌美    | 久代萌美 |
| - 1 『週刊フジテレビ批評』から続投。 - 2 武田の産休入りに伴う。 - 3 当時生島企画室所属のフリーアナウンサー |           |          |             |            |             |          |

### 出演者の休業時代理
| 「新・週刊フジテレビ批評」代理キャスター一覧 | 「新・週刊フジテレビ批評」代理キャスター一覧 | 「新・週刊フジテレビ批評」代理キャスター一覧 |
| 役職                                         | 休業者                                       | 代役 |
| -------------------------------------------- | -------------------------------------------- | --- |
| 司会                                         | 奥寺健                                       | - 塩原恒夫（2009年12月19日、2010年1月16日、7月24日） - 渡辺和洋（2012年2月11日、9月1日） - 倉田大誠（2013年11月2日） |
| 司会                                         | 渡辺和洋                                     | |
| 司会                                         | 武田祐子                                     | - 大島由香里（2010年10月19日、2011年3月26日） - 石田紗英子（2011年4月2日、23日、30日、5月14日、6月4日、11日） - 松村未央（2011年4月9日、16日、5月7日、21日、28日） |
| 司会                                         | 西山喜久恵                                   | - 松村未央（2012年2月25日、3月3日、9月8日） - 山中章子（2013年3月2日、2013年7月27日） |
| ニュース                                     | 大島由香里                                   | - 戸部洋子（2010年2月13日、20日、27日、9月18日） - 渡辺和洋（2010年10月19日） - 松村未央（2011年3月26日） |
| ニュース                                     | 松村未央                                     | - 渡辺和洋（2011年4月9日、16日、5月7日、21日、28日、2012年2月11日、3月31日） - 松尾翠（2011年4月23日、30日、6月11日、7月2日、8月13日、9月3日、2012年3月3日） - 山中章子（2012年2月25日、4月21日、6月30日、7月21日、8月11日、18日、9月1日） - 山﨑夕貴（2012年9月8日） |
| ニュース                                     | 山中章子                                     | - 谷岡慎一（2013年3月2日） - 細貝沙羅（2013年7月27日、2013年9月7日） |
| ニュース                                     | 久代萌美                                     | - 海老原優香（2017年9月16日） |

## コーナー
- テレビウィークリー（2014年3月までの1weekCritiqueと1WeekTOPICを統合）
- ハテナTV
- The批評対談（2014年3月までのCritique TALKをリニューアルしたもの）

### 過去
- サエコの感天望気（番組冒頭とニュース・Critique TALK放送後に放送、基本的に4月から9月はフジテレビ7階屋上庭園からの中継、10月から3月はスタジオ内で放送した）
- 1 Week Critique（その週にフジテレビに寄せられた番組などへの視聴者の意見を紹介）
- 1WEEK TOPIC
- Critique TALK（メインコーナー、毎週テーマを決めてゲストコメンテーターを迎える）
- ニュース（スポーツ・芸能情報も放送）
- 天気予報

## テーマ曲
番組開始当初のオープニング後のスタジオでのBGMは、天野清継/国府弘子のアルバム「Heaven And Beyond...」の中の一曲「OSCAR」（ビクターエンタテインメント株式会社 VICJ-215 1995年9月21日発売）。2010年4月からは女性コーラスの入った独自のBGMに変更され、使われている。

## スタッフ
- ナレーター：田淵裕章（フジテレビアナウンサー、2016年4月2日～）
- 構成：川島浩司
- 技術協力：fmt、共同テレビジョン、第一音響
- AD：漆山楓
- ディレクター：鈴木康浩、三戸駿也
- チーフディレクター：福田淳一（フジテレビ情報制作局）
- プロデューサー：西村朗（フジテレビ情報制作局）
- 制作協力：バンエイト
- 制作：フジテレビニュース総局情報制作局情報企画開発センター（旧：情報制作局情報制作センター情報企画部）
- 制作著作：フジテレビ

### 過去のスタッフ
- ナレーター：宮坂俊蔵、戸塚利絵（共に2016年3月26日まで）
- 監修：日向栄二（フジテレビ情報制作局情報企画部）
- ディレクター：戸塚晶久（フジテレビ情報制作局情報企画部）
- プロデューサー・編集長：高橋龍平（フジテレビ情報制作局）
- チーフプロデューサー：福原伸治（フジテレビ情報制作局情報企画部→情報制作センター室長→報道局次長）
- 天気情報提供：ウェザーニューズ